# Abbana, Alur
Abbana là một làng thuộc tehsil Alur, huyện Hassan, bang Karnataka, Ấn Độ.